# Rumex thyrsiflorus
Espèce
Synonymes
- Acetosa pratensis subsp. thyrsiflora (Fingerh.) Á.Löve[1]
- Acetosa thyrsiflora (Fingerh.) Á. Löve & D. Löve[2]
- Acetosa thyrsiflora (Fingerh.) Á.Löve[1]
- Acetosa thyrsiflorus (Fingerh.) Á. & D. Löve[2]
- Rumex acetosa var. auriculatus Wallr.[1]
- Rumex haematinus Kihlm.[1]
- Rumex nemorivagus Timb.-Lagr.[1]
- Rumex thyrsiflorus subsp. haematinus (Kihlm.) Borodina[1]

Rumex thyrsiflorus est une espèce de plantes herbacées dicotylédones de la famille des Polygonacées. En France, elle est désignée sous les noms vernaculaires de Patience à fleurs en thyrse, d'Oseille à oreillettes ou d'Oseille à fleurs en thyrse.

## Description

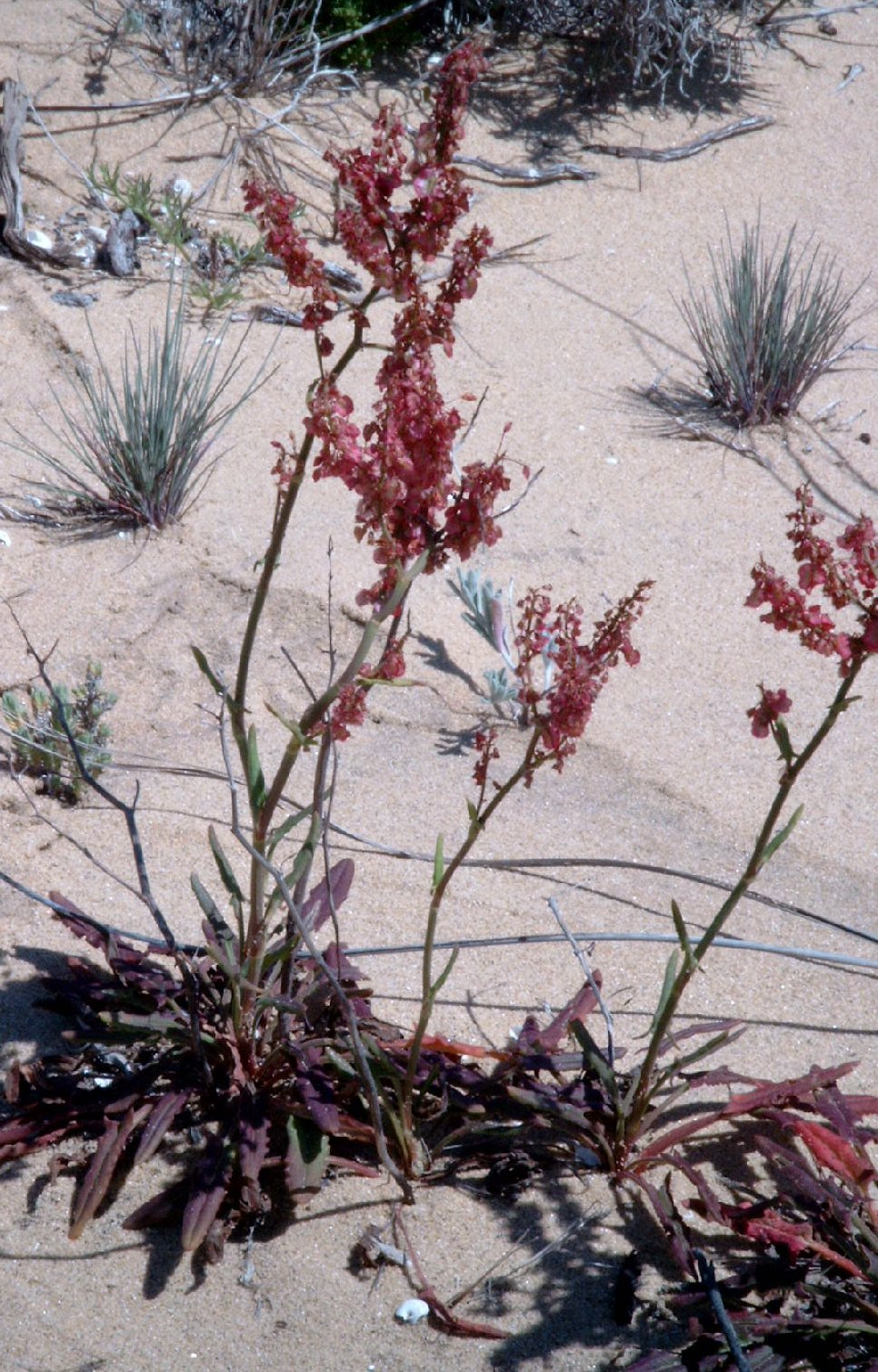
Rumex thyrsiflorus.

Il s'agit d'une plante vivace à souche qui produit des tiges de 40 à 100 cm de hauteur. Ses feuilles sont assez étroites et épaisses, ses panicules très rameuses à fleurs petites, et ses valves fructifères sont larges de 3 à 4 mm.

## Liste des sous-espèces et variétés

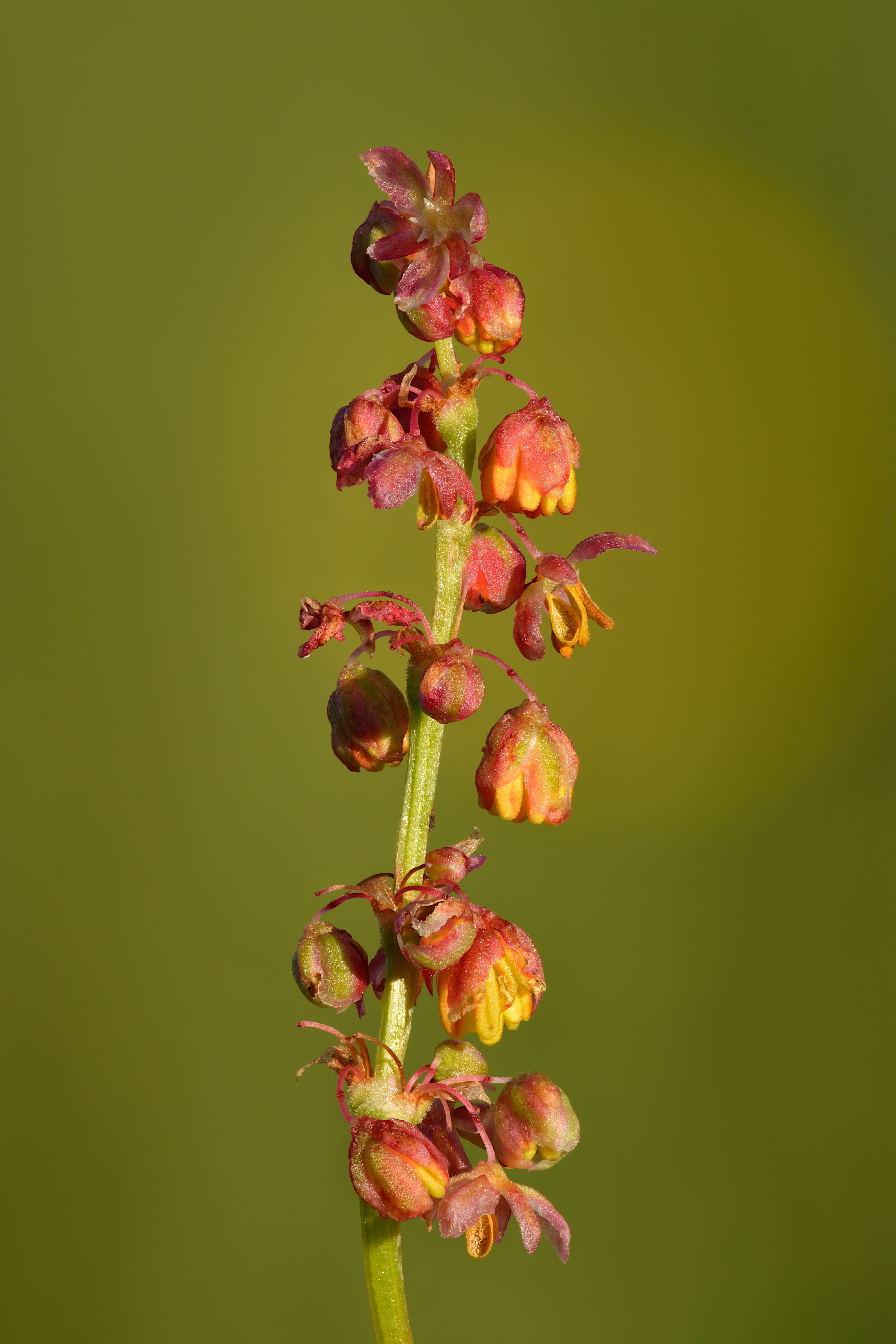
Fleurs mâles de Rumex thyrsiflorus, vers Kulna (Keila) en Estonie.

Selon Tropicos (3 juillet 2022) (Attention liste brute contenant possiblement des synonymes) :
- Rumex thyrsiflorus subsp. haematinus (Kihlm.) Borodina
- Rumex thyrsiflorus subsp. papillaris (Boiss. & Reut.) Sagredo & Malag.
- Rumex thyrsiflorus var. mandshurica A.I. Baranov & Skvortsov